# Винники (Дрогобычский район)
Винники (укр. Винники) — село в Бориславской городской общине Дрогобычского района Львовской области Украины.
Население по переписи 2001 года составляло 797 человек. Занимает площадь 1,535 км². Почтовый индекс — 82125. Телефонный код — 3244.